# Josef Urválek

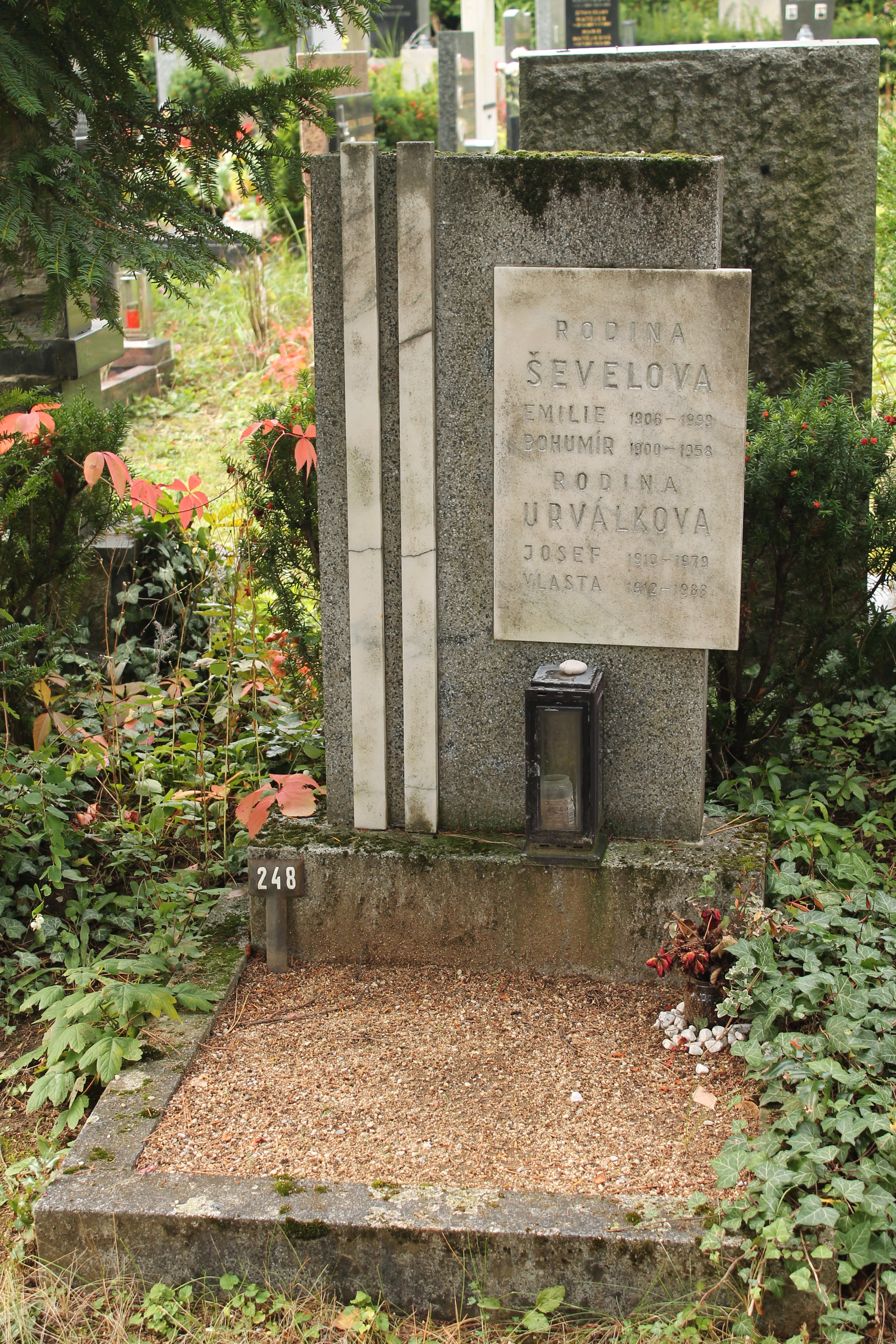
Grób Josefa Urválka na cmentarzu centralnym w Brnie

Josef Urválek (ur. 28 kwietnia 1910 w Czeskich Budziejowicach, zm. 29 listopada 1979 w Pradze) – czechosłowacki prawnik, prokurator w komunistycznych procesach pokazowych, sędzia i prezes Sądu Najwyższego (1953–1963).

## Życiorys
Był synem Františka, maszynisty i Marii z d. Trochova. W 1929 roku ukończył gimnazjum w rodzinnym mieście. W latach 1929–1934 studiował prawo na Uniwersytecie Karola. Na początku lat 30. XX wieku zaangażował się w działalność Czechosłowackiej Robotniczej Partii Socjaldemokratycznej. Po ukończeniu studiów, w 1934 roku, odbył zasadniczą służbę wojskową. We wrześniu 1938 roku został zmobilizowany w stopniu podporucznika piechoty.
W latach 1936–1939 pracował jako urzędnik w sądzie w Czeskich Budziejowicach, we wrześniu 1939 roku zdał egzamin sędziowski. Od 1939 roku pracował jako sędzia oraz prokurator w Czeskich Budziejowicach, a w latach 1941–1944 w Vodňanach. Od 1944 roku pracował w fabryce  w Czeskich Budziejowicach.
W 1945 roku został członkiem Komunistycznej Partii Czechosłowacji. W latach 1945–1948 pełnił funkcję prokuratora w kraju południowoczeskim, był także prokuratorem przy Trybunale Ludowym w Czeskich Budziejowicach. Od września 1946 roku był prokuratorem przy czeskim Trybunale Narodowym, gdzie brał udział m.in. w procesie Radoli Gajdy, Rudolfa Dominika i generała Jana Obručníka. W 1947 roku został mianowany zastępcą prokuratora generalnego. Pomagał w przygotowaniu procesów Františka Machníka, Rudolfa Berana i członków jego rządu, w tym m.in. generała Jana Syrovego, Jiříego Havelki, Otakara Fischera i Josefa Černego oraz Karela Domina.
Od lutego 1948 roku był sekretarzem organizacji Frontu Narodowego w sądzie regionalnym w Czeskich Budziejowicach. Po zamachu stanu w 1948 roku był prokuratorem w komunistycznych procesach pokazowych, uczestniczył w procesach m.in. Milady Horákovej i jej współpracowników, Rudolfa Slánskiego i Williama Oatisa. Był również oskarżycielem w procesach Ludvíka Frejki, Rudolfa Margoliusa i Eugena Löbla. Od 1952 roku brał udział w przygotowaniu procesu czechosłowackich dyplomatów Eduarda Goldstückera, Pavela Kavana, Karela Dufka i Richarda Slánskiego.
W latach 1953–1963 był prezesem Sądu Najwyższego. Jako sędzia dalej brał udział w politycznych procesach pokazowych, był przewodniczącym składu sędziowskiego w procesach Marii Švermovej (partnerki Ottona Šlinga i siostry Karela Švába) i Gejzy Pavlíka.
W 1963 roku został usunięty z urzędu w związku z pracami komisji badających nieprawidłowości w procesach politycznych z lat 50.. Następnie pracował w Instytucie Kryminologii Prokuratury Generalnej, gdzie współpracował m.in. z Heleną Válkovą i prawdopodobnie pełnił funkcję zastępcy kierownika instytutu.
Jego żoną była nauczycielka Vlasta Koudelková (ur. 1912), z którą wziął ślub 4 czerwca 1938 roku. Para miała dwóch synów.
Zmarł 29 listopada 1979 roku, przyczyna śmierci nie jest znana, prawdopodobnie popełnił samobójstwo.